# Fanny Smith
Fanny Smith (Aigle, 20 de mayo de 1992) es una deportista suiza que compite en esquí acrobático, especialista en la prueba de campo a través.
Participó en cuatro Juegos Olímpicos de Invierno, entre los años 2010 y 2022, obteniendo dos medallas, bronce en Pyeongchang 2018 y bronce en Pekín 2022, en el campo a través, el séptimo lugar en Vancouver 2010 y el octavo en Sochi 2014.
Ganó ocho medallas en el Campeonato Mundial de Esquí Acrobático entre los años 2013 y 2025. Adicionalmente, consiguió una medalla de bronce en los X Games de Invierno.

## Medallero internacional
| Juegos Olímpicos   | Juegos Olímpicos            | Juegos Olímpicos  | Juegos Olímpicos          |
| Año                | Lugar                       | Medalla           | Prueba                    |
| ------------------ | --------------------------- | ----------------- | ------------------------- |
| 2018               | Pyeongchang (Corea del Sur) | Medalla de bronce | Campo a través            |
| 2022               | Pekín (China)               | Medalla de bronce | Campo a través            |
| Campeonato Mundial |                             |                   |                           |
| Año                | Lugar                       | Medalla           | Prueba                    |
| 2013               | Oslo/Voss (Noruega)         | Medalla de oro    | Campo a través            |
| 2015               | Kreischberg (Austria)       | Medalla de bronce | Campo a través            |
| 2017               | Sierra Nevada (España)      | Medalla de plata  | Campo a través            |
| 2019               | Park City (Estados Unidos)  | Medalla de plata  | Campo a través            |
| 2021               | Idre Fjäll (Suecia)         | Medalla de plata  | Campo a través            |
| 2023               | Bakuriani (Georgia)         | Medalla de bronce | Campo a través            |
| 2025               | Engadina (Suiza)            | Medalla de oro    | Campo a través            |
| 2025               | Engadina (Suiza)            | Medalla de oro    | Campo a través por equipo |

| X Games de Invierno | X Games de Invierno    | X Games de Invierno | X Games de Invierno |
| Año                 | Lugar                  | Medalla             | Prueba              |
| ------------------- | ---------------------- | ------------------- | ------------------- |
| 2011                | Aspen (Estados Unidos) | Medalla de bronce   | Campo a través      |